# Proclossiana dawsoni
Proclossiana dawsoni är en fjärilsart som beskrevs av Barnes och Mcdunnough 1916. Proclossiana dawsoni ingår i släktet Proclossiana och familjen praktfjärilar. Inga underarter finns listade i Catalogue of Life.